# Свитене (река)
Сви́тене (Шви́тене; латыш. Svitene, Svitenis, Švitene, Švitinis) или Швитини́с (лит. Švitinys, Svikenė) — река в Латвии и Литве. В Латвии течёт по территории Бауского и Елгавского краёв, в Литве — Пакруойского и Ионишкского районов. Левый приток верхнего течения Лиелупе.
Длина — 80 км (по другим данным — 69 км). Начинается в полях к северо-востоку от деревни Вороняй на территории Пашвитинского староства. В среднем течении на протяжении километра по Свитене проходит латвийско-литовская граница. Устье Свитене находится на высоте 0,5 м над уровнем моря, в 81 км по левому берегу Лиелупе, на территории Яунсвирлаукской волости, в 7 км юго-восточнее Елгавы. Преобладающим направлением течения является север. Уклон — 0,6 м/км (по другим данным — 0,84 м/км), падение — 47 м. Площадь водосборного бассейна — 419 км² (по другим данным — 418 км² или 462 км²). Средний расход воды в устье — 2,09 м³/с. Объём годового стока — 0,062 км³.
Основные притоки:
- правые: Вирсите, Капупе[9];
- левые: Лиепарс[9], Швитинелис, Юодупис, Бяндоступе, Райстас[6].